# Tukul

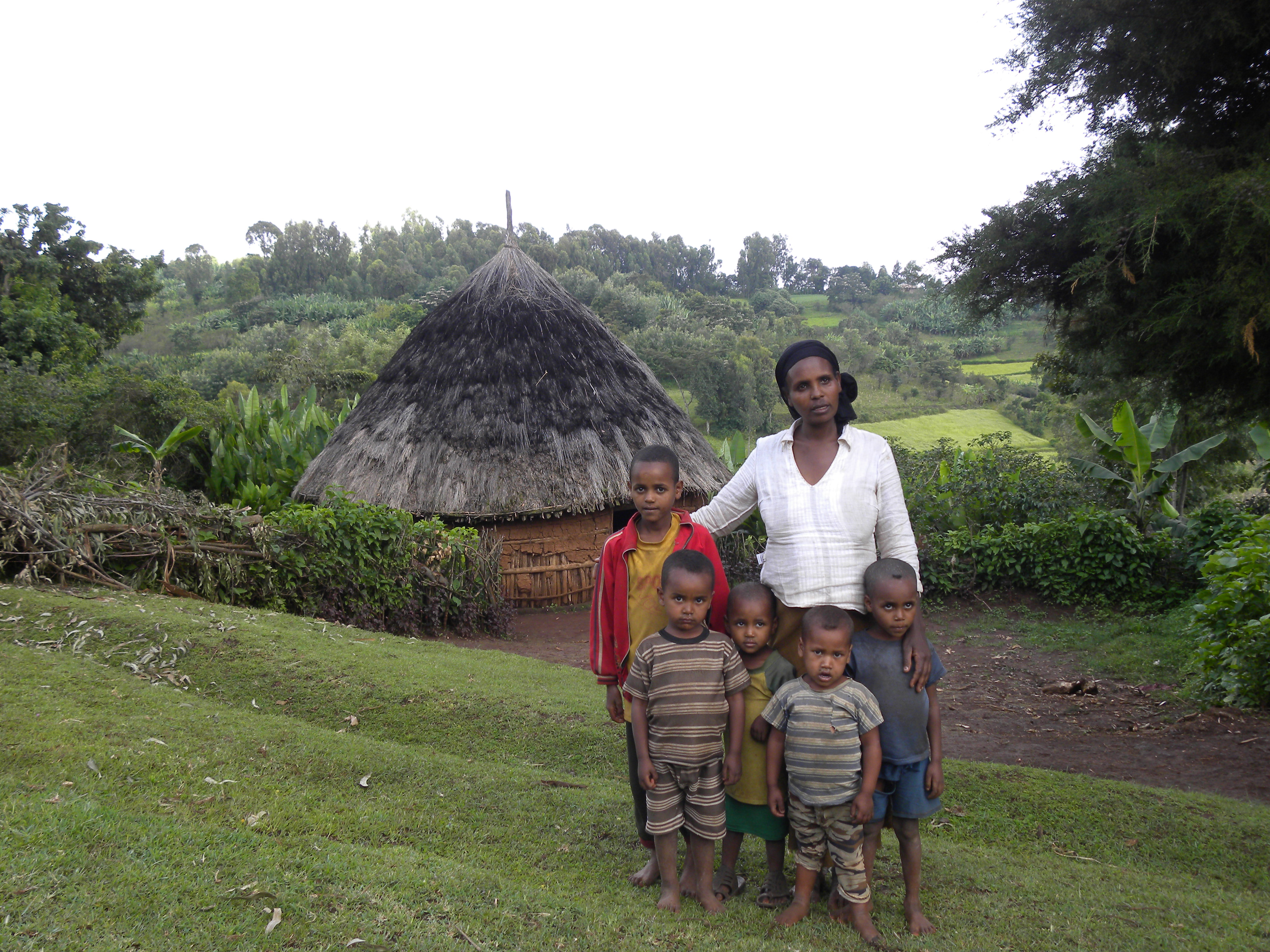
Famille du Kembata Tembaro devant une tukul.

Une tukul ou toukoul est une hutte avec un toit de chaume qu'on trouve en Afrique de l'est, principalement en Éthiopie et au Soudan du Sud. Son importance lui vaut de figurer sur le drapeau de la Région des nations, nationalités et peuples du Sud et elle inspire des créateurs contemporains d'abris

## Description
Le mur est souvent circulaire et le toit conique.

Drapeau de la Région des nations, nationalités et peuples du Sud
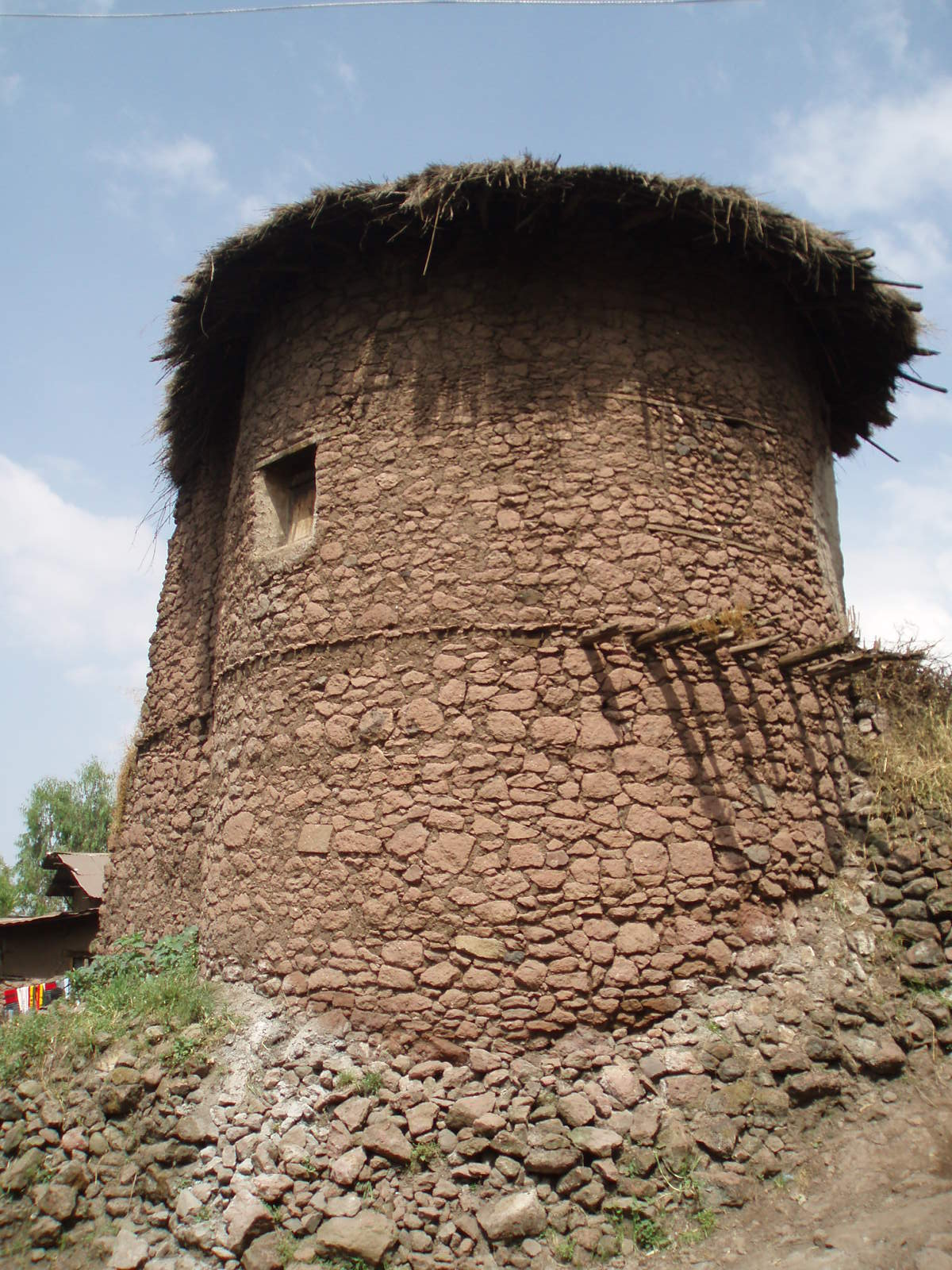
Tukul à Lalibela
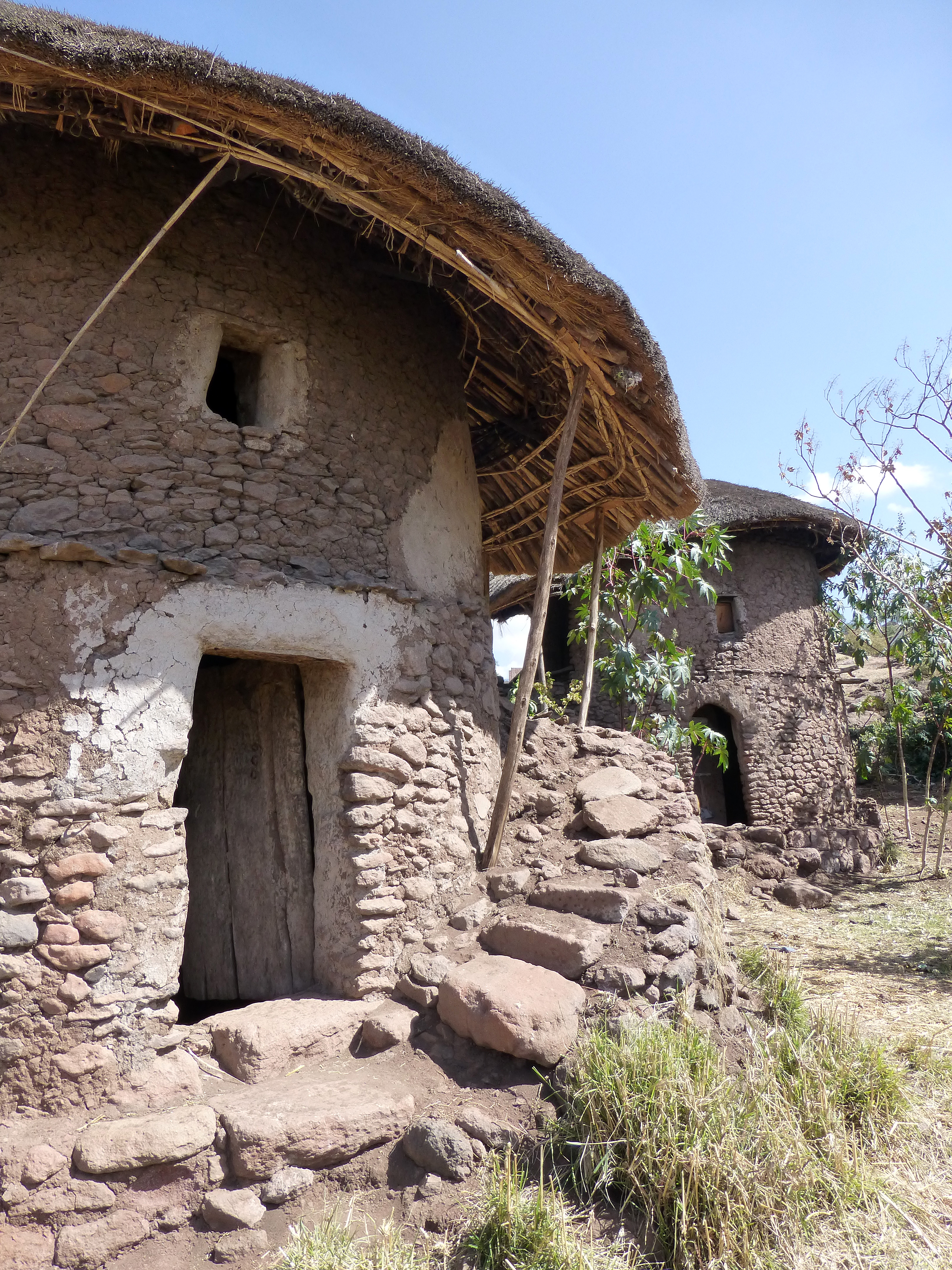
Vue sous le toit
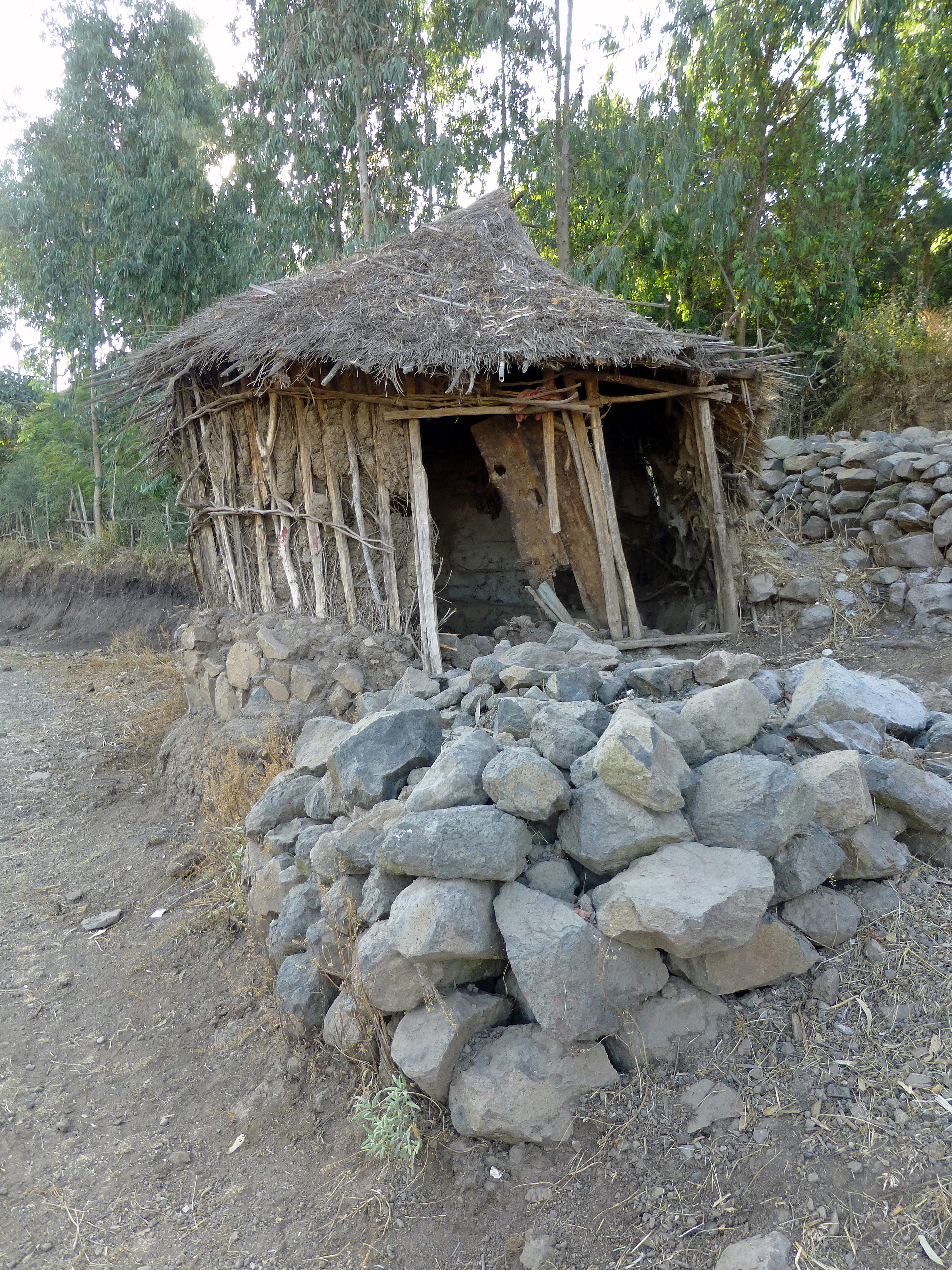
Tukul de Lalibela
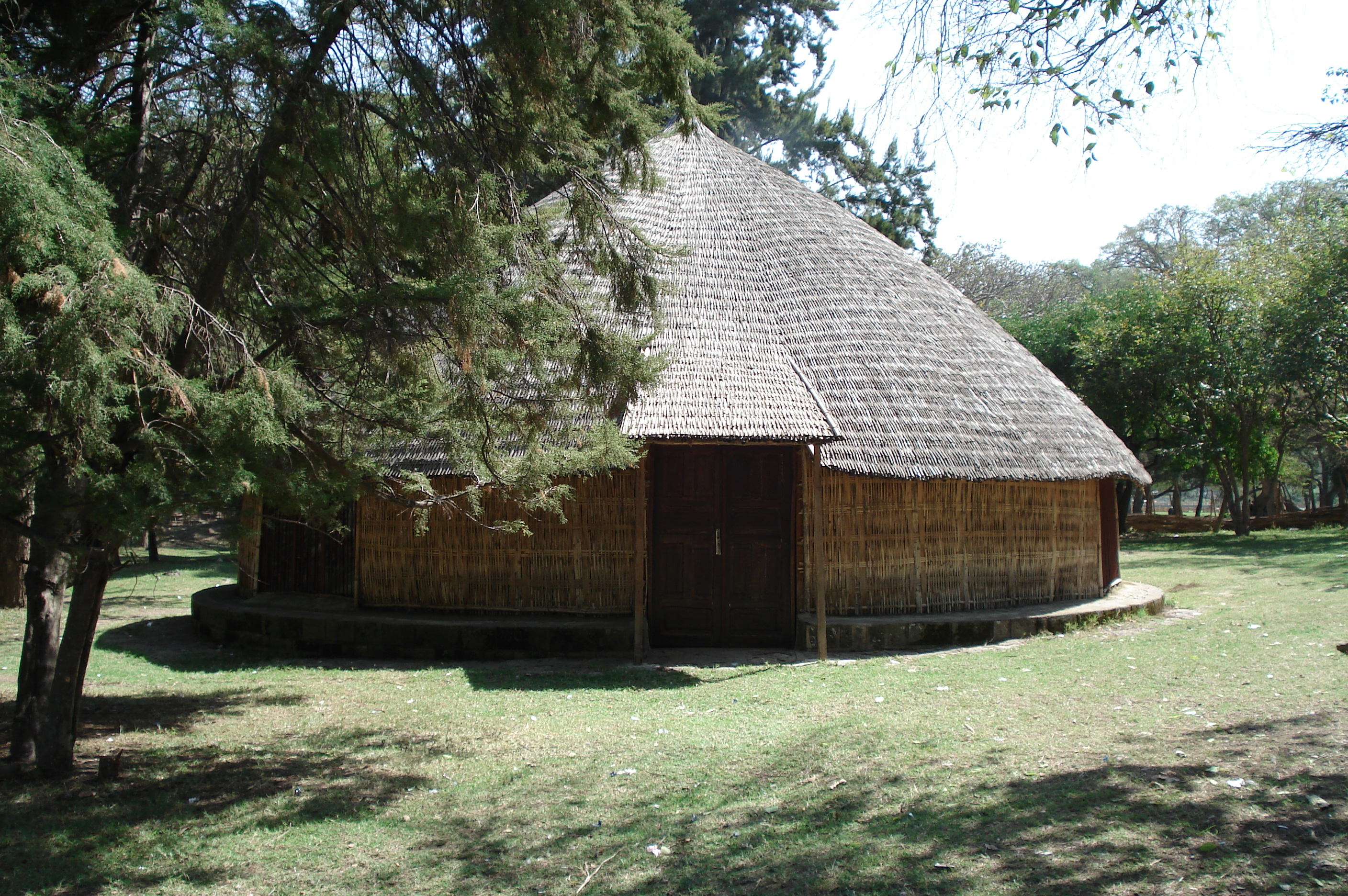
Lieu de rencontre et de restauration d'Hawassa construit dans le style des tukuls.
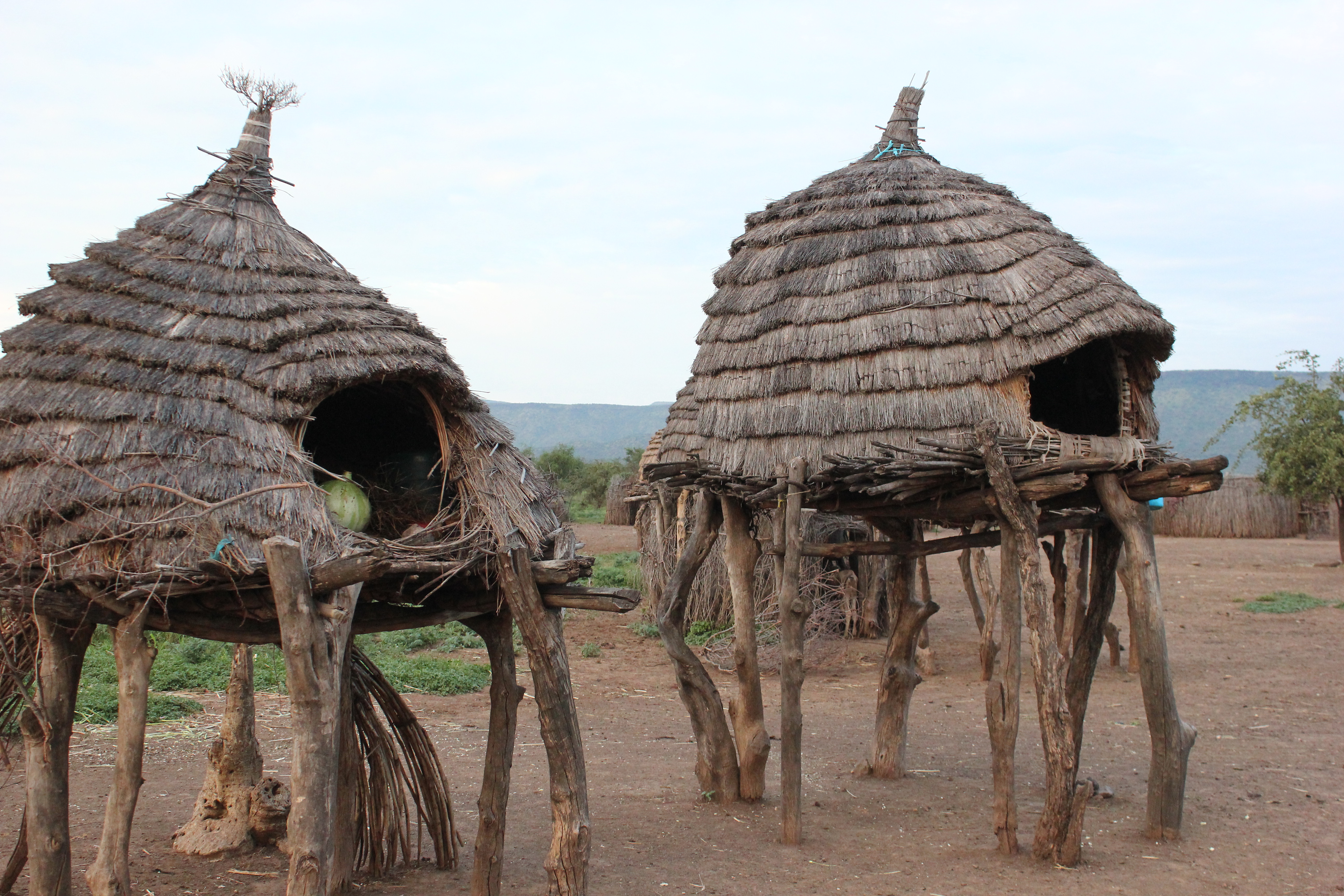
Tukuls de nomades du Soudan du Sud dont la construction échoit aux femmes.